# Рікардо Андрес Монастеріо Гуаймаре
Рікардо Андрес Монастеріо Гуаймаре (22 жовтня 1978) — венесуельський плавець.
Учасник Олімпійських Ігор 1996, 2000, 2004, 2008 років.
Переможець Панамериканських ігор 2003 року, призер 1999, 2007, 2011 років.